# Gopalswami Betta
Gopalswami Betta és una muntanya a Karnataka (Índia). La seva altura és de 1.479 metres. El cim està generalment envoltat de núvols, però quan és clar té una extensa vista a Karnataka. El seu nom purànic és Kamaladri o Dakshina Govardhangiri. Hi abunden les deus. Al segle xi fou fortificat pels Nava Danayaks, i entre el final del segle XV i el segle xvii fou una fortalesa dels Kote o Bettadakote que governaven també els Nilgiris. Dins el fort hi ha el temple de Gopalswami (Vixnu).